# Premier Division 1998-1999 (Irlanda)
La stagione 1998-1999 è stata la settantottesima edizione della League of Ireland, massimo livello del calcio irlandese.

## Classifica finale
|  | Pos. | Squadra          | Pt | G  | V  | N  | P  | GF | GS | DR  |
|  | ---- | ---------------- | -- | -- | -- | -- | -- | -- | -- | --- |
|  | 1.   | St Patrick's     | 73 | 33 | 22 | 7  | 4  | 58 | 21 | +37 |
|  | 2.   | Cork City        | 70 | 33 | 21 | 7  | 5  | 62 | 25 | +37 |
|  | 3.   | Shelbourne       | 47 | 33 | 13 | 8  | 12 | 37 | 35 | +2  |
|  | 4.   | Finn Harps       | 46 | 33 | 12 | 10 | 11 | 39 | 40 | -1  |
|  | 5.   | Derry City       | 45 | 33 | 12 | 9  | 12 | 34 | 32 | +2  |
|  | 6.   | UCD              | 42 | 33 | 10 | 12 | 11 | 31 | 32 | -1  |
|  | 7.   | Waterford United | 42 | 33 | 11 | 9  | 13 | 21 | 37 | -16 |
|  | 8.   | Shamrock Rovers  | 40 | 33 | 9  | 13 | 11 | 34 | 40 | -6  |
|  | 9.   | Sligo Rovers     | 38 | 33 | 9  | 11 | 13 | 37 | 50 | -13 |
|  | 10.  | Bohemians        | 37 | 33 | 10 | 7  | 16 | 28 | 37 | -9  |
|  | 11.  | Bray Wanderers   | 32 | 33 | 8  | 8  | 17 | 30 | 45 | -15 |
|  | 12.  | Dundalk          | 27 | 33 | 6  | 9  | 18 | 23 | 40 | -17 |

Legenda:

         Campione d'Irlanda 1998-1999 e qualificata in UEFA Champions League 1999-2000
         Vincitrice della FAI Cup e qualificata in Coppa UEFA 1999-2000
         Qualificate in Coppa UEFA 1999-2000
         Qualificate in Coppa Intertoto 1999
         Retrocesse in First Division 1999-2000
Note:
Tre punti a vittoria, uno a pareggio, zero a sconfitta.

## Risultati

### Spareggi promozione/salvezza
|                |     |                | Città e data |
| -------------- | --- | -------------- | ------------ |
| Bohemians      | 5-0 | Bray Wanderers | 1999         |
| Bray Wanderers | 0-2 | Bohemians      | 1999         |

## Statistiche

### Primati stagionali
| Record - Maggior numero di vittorie: St Patrick's (22) - Minor numero di sconfitte: St Patrick's (4) - Miglior attacco: Cork City (62) - Miglior difesa: St Patrick's (21) - Miglior differenza reti: St Patrick's e Cork City (+37) - Maggior numero di pareggi: Shamrock Rovers (13) - Minor numero di vittorie: Dundalk (6) - Maggior numero di sconfitte: Dundalk (18) - Peggiore attacco: Waterford Utd (21) - Peggior difesa: Sligo Rovers (50) - Peggior differenza reti: Dundalk (-17) |

### Classifica marcatori
| Gol |  |  | Giocatore      | Squadra      |
| --- |  |  | -------------- | ------------ |
| 14  |  |  | Trevor Molloy  | St Patrick's |
| 12  |  |  | Kevin Flanagan | Cork City    |
| 12  |  |  | Ian Gilzean    | St Patrick's |
| 11  |  |  | Derek Swan     | Bohemians    |
| 11  |  |  | Marcus Hallows | Sligo Rovers |